# Lesothaanse loti
De Lesothaanse loti is de munteenheid van Lesotho. Eén loti is honderd lisente. De loti is het enkelvoud van maloti. Maloti is de naam van een bergketen in het land.
De volgende munten worden gebruikt: 2, 5, 10, 25 en 50 lisente en 1 loti en 2, 5 maloti. Het papiergeld is beschikbaar in 10, 20, 50, 100 loti.
Lesotho heeft altijd het monetaire systeem van Zuid-Afrika gebruikt. Tot 1920 circuleerden hoofdzakelijk Britse munteenheden, zoals het pond sterling in Lesotho. Het Zuid-Afrikaanse pond (ZAP) werd geïntroduceerd in 1920, dat vervolgens in 1961 werd vervangen door de Zuid-Afrikaanse rand (ZAR) in een verhouding van 2 rand staat tot 1 pond. Ook tegenwoordig kan in Lesotho nog steeds met de rand betaald worden. In 1980 werd de loti ingevoerd, die in een vaste verhouding van 1:1 aan de Zuid-Afrikaanse rand is gekoppeld.